# Eucalyptus eremophila
Eucalyptus eremophila là một loài thực vật có hoa trong Họ Đào kim nương. Loài này được (Diels) Maiden mô tả khoa học đầu tiên năm 1920.